# Mjøsbroen
60°55′41″N 10°40′16″Ø / 60.92806°N 10.67111°Ø
Mjøsbroen (norsk: Mjøsbrua) er en 1.421 meter lang kassebro med to kørebaner over søen Mjøsa mellem Moelv og Biri i Innlandet fylke i Norge. Den er en del af E6. Broen har 21 spænd, hvoraf det længste er 69 meter. Gennemsejlingshøjden er ca. 15 meter.
Broen er Norges fjerde længste bro. Den blev bygget i 1985 og erstattede både et tidligere færgeforbindelse mellem Mengshol og Gjøvik, og et dårligt udbygget afsnit af E6 mellem Moelv og Lillehammer, på østsiden af Mjøsa. Broen blev delvis finansieret af bompenge. Bompengestationen som var placeret i Moelv på Hedmark-siden af Mjøsa, blev afviklet i midten af 1990'erne, da anlægsudgifterne var dækket flere år tidligere end ventet.
Der er nu planer om en ny bro fra Hedmark til Oppland for at give plads til den øgede trafik.